# Hermann zu Solms-Braunfels
Hermann Ernst Ludwig Bernhard Wilhelm Prinz zu Solms-Braunfels (* 8. Oktober 1845 in Düsseldorf; † 30. August 1900 in Schloss Braunfels) war hessischer Standesherr, Erbprinz und Mitglied des Deutschen Reichstags.

## Leben
Hermann war ein Sohn von Wilhelm Prinz zu Solms-Braunfels (1801–1868) und Maria Kinsky von Wchinitz und Tettau (1809–1892). Seine Großeltern väterlicherseits waren Friedrich Wilhelm zu Solms-Braunfels und Friederike von Mecklenburg-Strelitz, die spätere Königin Hannovers.
Hermann heiratete am 30. April 1872 seine Cousine Maria Theresia Eleonore, Prinzessin zu Solms-Braunfels, (1852–1882), Tochter von Carl zu Solms-Braunfels. Am 17. November 1887 heiratete er in der Schlosskirche auf Osterstein Elisabeth (1859–1951), Tochter von Heinrich XIV. (Reuß jüngere Linie). Er war der Vater von Prinz Ernst August von Solms-Braunfels (1892–1968).
Von 1881 bis 1890 war er Mitglied des Deutschen Reichstags für den Wahlkreis Regierungsbezirk Koblenz 1 Wetzlar, Altenkirchen und die Deutschkonservative Partei.
Mit dem Tod seines Bruders Fürst Georg zu Solms-Braunfels 1891 wurde er Standesherr und gehörte als solcher qua Verfassung 1893 bis 1900 der ersten Kammer der Landstände des Großherzogtums Hessen an. 1882 bis 1905 war er Mitglied des Preußischen Abgeordnetenhauses.